# Cartaletis libyssa
Cartaletis libyssa is een vlinder uit de familie spanners (Geometridae). De wetenschappelijke naam van deze soort is voor het eerst geldig gepubliceerd in 1857 door Hopffer.
De soort komt voor in tropisch Afrika.